# Rezystancja izolacji
Rezystancja izolacji – połączenie równoległe rezystancji skrośnej zależnej od materiału izolacyjnego i rezystancji powierzchniowej zależnej od czystości powierzchni. Czynnikami, które głównie wpływają na pomiar parametrów charakteryzujących rezystancję izolacji są: wilgotność, temperatura, napięcie pomiarowe, czas pomiaru oraz czystość powierzchni materiału izolacyjnego. Pomiary rezystancji izolacji wykonuje się celem zbadania faktycznego stanu izolacji instalacji oraz odbiorników energii elektrycznej. Ma to ogromny wpływ na bezpieczeństwo obsługi oraz prawidłowe funkcjonowanie urządzeń elektrycznych. Rezystancja izolacji (dielektryków) nie podlega prawu Ohma (jest ono tylko tzw. wzorem empirycznym, dotyczy przewodników, w szczególności metali).

## Pomiar rezystancji izolacji
Pomiary rezystancji izolacji są stałym i nieodzownym elementem prac kontrolno-pomiarowych i dzięki nim można wykryć pogarszający się stan instalacji elektrycznej.
Pomiar rezystancji izolacji polega na podaniu na zaciski mierzonego obiektu stałego napięcia pomiarowego i określeniu płynącego w obwodzie pomiarowym prądu.